# Макфарлейн, Алан
Алан Дональд Джеймс Макфарлейн (англ. Alan Donald James Macfarlane; род. 20 декабря 1941, Шиллонг, Британская Индия) — британский антрополог, порядка трети века преподавал на кафедре социальной антропологии Кембриджского университета, эмерит-профессор Королевского колледжа в Кембридже. Дважды доктор философии (Оксфорд, SOAS). Член Британской академии (1986) и Academia Europaea (1990).
В 1960—1963 годах изучал современную историю в оксфордском Вустер-колледже, получил степени бакалавра, магистра, а также — доктора философии по современной истории в Оксфорде (1963—1967). Там он первоначально хотел видеть научным руководителем своей диссертации Кристофера Хилла, но впоследствии вспоминал, что «не уверен, что видел его больше одного раза», так как тот оказался очень занятым. Стал первым D.Phil.-студентом Кита Томаса. Тогда же решил, что хочет стать антропологом. Получил ещё одну магистерскую степень по антропологии в ЛШЭ (1966—1968) и степень доктора философии по антропологии в SOAS (1968—1972).
С 1971 года старший исследовательский феллоу кембриджского Королевского колледжа (по 1974). В 1975—1981 Университетский лектор Кембриджа по социальной антропологии. С 1981 феллоу Королевского колледжа, с 2009 пожизненный. В 1981—1991 ридер Кембриджа. В 1991—2009 занимал персональную кафедру, профессор антропологии Кембриджа. С 2009 эмерит. С 2014 почетный профессор Сычуаньского университета. Феллоу Королевского исторического общества.
Проводил полевые исследования в Непале, Японии и Китае. Соредактор The Fortnightly Review.
Автор более 20 книг и многих статей, посвященных социальной истории Англии, демографии Непала и промышленной истории Англии, Китая и Японии.